# Patellapis coccinea
Patellapis coccinea är en biart som först beskrevs av Raymond Benoist 1962.  Patellapis coccinea ingår i släktet Patellapis och familjen vägbin. Inga underarter finns listade i Catalogue of Life.